# Juan Ramón Sáenz
Juan Ramón Sáenz Gutiérrez (Ciudad de México, 19 de octubre de 1962-Ciudad de México, 29 de mayo de 2011) fue un locutor de radio mexicano; su papel más representativo fue la locución del programa de radio La Mano Peluda.

## Inicios
Nacido en la Ciudad de México, Juan Ramón Sáenz inició sus estudios en el Instituto Juventud; posteriormente estudió Licenciatura en Derecho en la Universidad del Valle de México, en el periodo de 1980 a 1984. Al finalizar su carrera se especializó en criminología, y trabajó durante dos años en la Procuraduría General de la República. En 1986, fue productor del programa de radio Modesto High School en la ciudad de Modesto (California). También fue productor general de FM (1992-1994). Destacó como productor general y voz institucional en noticieros, realizador, programador y conductor de programas como Los grandes de la salsa. Fue profesor de seminarios de producción y creatividad en radio en el Instituto Superior de Estudios de Radio y Televisión.

## La Mano Peluda
El 13 de agosto de 1995 Rubén García Castillo junto a Mario Córdova, director de la estación, funda el programa de radio La Mano Peluda en la extinta cadena Radio Uno, por órdenes de Rogelio Azcárraga, tan solo un día antes de su lanzamiento, y fue así, con García Castillo, y el operador, quienes llevaban el programa a cabo. Más adelante, Rubén García Castillo le da la oportunidad a Sáenz de participar en el programa en el área de producción, ya que el solo conducía un programa de música tropical por las tardes titulado Los Grandes de la salsa, y desconocía todo lo referente al mundo paranormal. Debido a que Rubén García Castillo, comenzó a experimentar terribles pesadillas, prefirió preparar a Sáenz para que entrara como el locutor, mientras que García Castillo se quedaría solo como productor. En 2000, García Castillo, decide abandonar el programa, ya que la XEW, de la mano de Charo Fernández, le ofrecen conducir un programa titulado Apague la luz y escuche, así como hacer radio en Estados Unidos. En ese momento, Marco Antonio Silva toma la conducción del programa, pero fue en 2001, cuando Silva se va a trabajar a lado de Maxine Woodside, y que Radio Uno ya era Grupo Fórmula, cuando Sáenz se volvió el conductor de la emisión, bajo la producción de Ignacio Muñoz y Georgina Avilés. 
En 2004 quiso llevar a la pantalla chica un programa titulado Excalofrío, con TV Azteca y Aquí se respira el miedo en el extinto canal de televisión de paga Infinito. Después de algunos meses, y dado que los mismos no eran de buena calidad y de bajo índice de audiencia, fueron cancelados. Sáenz hacía conferencias de la mano de Coco Representaciones, propiedad de Aldo López, hermano del productor televisivo Reynaldo López, pero dado al alto precio del mismo, también fue cancelado.

## Otros proyectos
En 2005 estuvo en algunos especiales de fantasmas en el programa Hoy de Televisa y en el matutino Cada Mañana y después Venga la alegría de TV Azteca con una sección que se llamaba Aquí se respira el miedo.
En 2011 comienza a hacer planes de una nueva sección con el programa Extranormal 20doce de TV Azteca, pero solo tuvo dos intervenciones.
Juan Ramón Sáenz escribió 5 libros: Las Historias ocultas de la Mano Peluda, Aquí se respira el miedo, Tábata, una bruja verdadera, Posesiones demoníacas y 2012 - Las Profecías del Fin del Mundo.

## Fallecimiento
El 29 de mayo de 2011 falleció a los 48 años de edad, víctima de un paro respiratorio a causa de una misteriosa bacteria gastrointestinal, aunque existen personas que aseguran que fue a causa de una maldición producto de su última investigación que fue transmitida en Extranormal donde además el reportero que participó sufrió un accidente.

## Libros
- Las Historias ocultas de la mano peluda
- Aquí se respira el miedo
- Posesiones demoníacas
- Tábata, una bruja verdadera
- 2012 - Las Profecías del Fin del Mundo

## Reconocimientos
- Reconocimiento del Gobernador Brad Henry de la Ciudad de Oklahoma City, Estados Unidos; por su trabajo realizado radiofónicamente a favor de la Comunidad Hispana en mayo de 2004.
- El Premio Nacional de Locución, otorgado por la Asociación Nacional de Locutores en el año 2005.